# Klein-Taxen
Klein-Taxen ist eine Ortschaft und als Kleintaxen eine Katastralgemeinde der Marktgemeinde Kautzen im Bezirk Waidhofen an der Thaya im niederösterreichischen Waldviertel mit 30 Einwohnern (Stand 1. Jänner 2024).

## Geografie
Das nördlich von Kautzen an der Staatsgrenze zu Tschechien gelegene Dorf entwässert über den Stuhlbach, einen rechten Zubringer zum Taxenbach. Im Westen erhebt sich der Hohe Stein (666 m ü. A.), dem der Kautzenbach entspringt. Erreichbar ist Klein-Taxen über die Landesstraßen L8170 und L8171, die beide im Ort enden. Am 1. April 2020 umfasste die Ortschaft 21 Adressen.
Unmittelbar gegenüber der Staatsgrenze befand sich früher der Ort Gottschallings.

## Geschichte
Der Historiker Schweickhardt beschrieb im 19. Jahrhundert die Einwohner als mittelmäßig bestiftete Landbauern und Kleinhäusler, die etwas Ackerbau und etwas Viehzucht hatten, im Haupterwerb jedoch die Baumwollweberei betrieben.
Im Jahr 1822 wurde der Ort als Dorf mit 18 Häusern genannt, das nach Kautzen eingepfarrt war, wohin auch die Kinder eingeschult wurden. Die Herrschaft Dobersberg besaß die Ortsobrigkeit, übte die Landgerichtsbarkeit aus, besorgte die Konskription und hatte die Grundherrschaft inne. Laut Adressbuch von Österreich waren im Jahr 1938 in Kleintaxen ein Gastwirt und ein Tischler ansässig.